# Attentat de Zabarmari
L'attentat de Zabarmari a lieu le 3 juillet 2015 pendant l'insurrection de Boko Haram.

## Déroulement
Le 3 juillet 2015, six femmes kamikazes se font exploser à Zabarmari, un village situé à 10 kilomètres de Maiduguri. L'attaque fait 55 morts selon la protection civile, l'armée nigériane fait état de plusieurs dizaines de morts, dont un militaire. Après l'attaque, l'armée affirme avoir pris une jeep remplie de bombes artisanales,.